# Nihoa aussereri
Nihoa aussereri är en spindelart som först beskrevs av Ludwig Carl Christian Koch 1874.  Nihoa aussereri ingår i släktet Nihoa och familjen Barychelidae. Inga underarter finns listade i Catalogue of Life.